# Comuna Comisarovca Nouă, Stînga Nistrului
Comuna Comisarovca Nouă este o comună din Unitățile Administrativ-Teritoriale din Stînga Nistrului, Republica Moldova. Este formată din satele Comisarovca Nouă (sat-reședință), Bosca, Coșnița Nouă și Pohrebea Nouă.
Conform recensământului din anul 2004, populația localității era de 1.357 locuitori, dintre care 1.059 (78.03%) moldoveni (români), 263 (19.38%) ucraineni si 30 (2.21%) ruși.